# Dactyloptena
Dactyloptena es un género de peces de la familia Dactylopteridae, del orden Scorpaeniformes. Este género marino fue descrito por primera vez en 1908 por David Starr Jordan y Robert Earl Richardson.

## Especies
Especies reconocidas del género:
- Dactyloptena gilberti Snyder, 1909
- Dactyloptena macracantha (Bleeker, 1855)
- Dactyloptena orientalis (G. Cuvier, 1829)
- Dactyloptena papilio J. D. Ogilby, 1910
- Dactyloptena peterseni (Nyström, 1887)
- Dactyloptena tiltoni Eschmeyer, 1997